# Jan Dołgowicz
Jan Dołgowicz est un lutteur polonais spécialiste de la lutte gréco-romaine né le 21 décembre 1954.

## Biographie
Jan Dołgowicz participe aux Jeux olympiques d'été de 1980 à Moscou dans la catégorie des poids moyens et remporte la médaille d'argent.